# Färöischer Fußballpokal 2020
Der Färöische Fußballpokal 2020, auch bekannt als Løgmanssteypið 2020, fand zwischen dem 27. Juni und 5. Dezember 2020 statt und wurde zum 66. Mal ausgespielt. Im Endspiel, welches im Tórsvøllur-Stadion in Tórshavn auf Kunstrasen ausgetragen wurde, siegte Titelverteidiger HB Tórshavn mit 2:0 gegen Víkingur Gøta.
HB Tórshavn und Víkingur Gøta belegten in der Meisterschaft die Plätze eins und fünf, HB Tórshavn schaffte dadurch das Double. Für HB Tórshavn war es der 28. Sieg bei der 41. Finalteilnahme, für Víkingur Gøta die dritte Niederlage bei der siebten Finalteilnahme.

## Teilnehmer
Teilnahmeberechtigt waren alle 18 A-Mannschaften der vier färöischen Ligen. Im Einzelnen waren dies:
| Betrideildin | 1. Deild                                          | 2. Deild                               | 3. Deild    |
| --- | ------------------------------------------------- | -------------------------------------- | ----------- |
| 12AB Argir 12B36 Tórshavn 12EB/Streymur 12HB Tórshavn 12ÍF Fuglafjørður 12KÍ Klaksvík 12NSÍ Runavík 12Skála ÍF 12TB Tvøroyri 12Víkingur Gøta | 1207 Vestur 12B68 Toftir 12B71 Sandur 12FC Hoyvík | 12FC Suðuroy 12Royn Hvalba 12Undrið FF | MB Miðvágur |

## Modus
Alle Runden werden im K.-o.-System ausgetragen.

## Qualifikationsrunde
Die Partien der Qualifikationsrunde fanden am 27. Juni statt.
|             | Ergebnis  |             |
| ----------- | --------- | ----------- |
| FC Suðuroy  | 9:1 (4:1) | Royn Hvalba |
| MB Miðvágur | 2:6 (2:4) | Undrið FF   |

## 1. Runde
Die Partien der 1. Runde fanden am 8. Juli statt.
|             | Ergebnis                         |                 |
| ----------- | -------------------------------- | --------------- |
| 07 Vestur   | 3:1 (1:1)                        | FC Suðuroy      |
| AB Argir    | 4:1 (1:0)                        | Undrið FF       |
| B68 Toftir  | 0:2 (0:1)                        | Víkingur Gøta   |
| B71 Sandur  | 2:7 (1:2)                        | B36 Tórshavn    |
| EB/Streymur | 1:1 n. V. (1:1, 1:0) (3:5 i. E.) | NSÍ Runavík     |
| KÍ Klaksvík | 1:1 n. V. (1:1, 0:1) (4:5 i. E.) | HB Tórshavn     |
| Skála ÍF    | 4:3 (1:0)                        | FC Hoyvík       |
| TB Tvøroyri | 1:0 (1:0)                        | ÍF Fuglafjørður |

## Viertelfinale
Die Viertelfinalpartien fanden am 25. November statt.
|               | Ergebnis                         |             |
| ------------- | -------------------------------- | ----------- |
| 07 Vestur     | 1:1 n. V. (1:1, 0:1) (4:5 i. E.) | HB Tórshavn |
| B36 Tórshavn  | 3:0 (3:0)                        | AB Argir    |
| NSÍ Runavík   | 1:0 (0:0)                        | Skála ÍF    |
| Víkingur Gøta | 1:0 (0:0)                        | TB Tvøroyri |

## Halbfinale
Die Halbfinalpartien fanden am 28. und 29. November statt.
|               | Ergebnis  |              |
| ------------- | --------- | ------------ |
| Víkingur Gøta | 2:1 (1:1) | B36 Tórshavn |
| NSÍ Runavík   | 1:3 (0:2) | HB Tórshavn  |

## Finale
| Paarung        | Víkingur Gøta – HB Tórshavn |
| Ergebnis       | 0:2 (0:1) |
| Datum          | 5. Dezember 2020 |
| Stadion        | Tórsvøllur, Tórshavn |
| Zuschauer      | 1100 |
| Schiedsrichter | Jóhan Hendrik Ellefsen (Miðvágur) |
| Tore           | 0:1 Gunnar Vatnhamar (24., Eigentor) 0:2 Mads Mikkelsen (55.) |
| Víkingur Gøta  | Elias Fagrá – Atli Gregersen , Bergur Gregersen, Noah Mneney (82. Martin Klein) – Ari Olsen, Gunnar Vatnhamar, Bogi Reinert-Petersen (56. Geza David Turi), Sølvi Vatnhamar, Arnbjørn Svensson (70. Olaf Bárðarson) – Jákup Johansen, Finnur Justinussen Cheftrainer: Jóhan Petur Poulsen     |
| HB Tórshavn    | Teitur Gestsson – Delphin Tshiembe, Daniel Johansen (46. Jógvan Rói Davidsen), Hilmar Leon Jakobsen (46. Mads Mikkelsen) – Heðin Hansen, Dan í Soylu, Heri Mohr, Mathias Nygaard, Hørður Askham – Adrian Justinussen, Mikkel Dahl (77. Pætur Petersen) Cheftrainer: Berthel Askou ( Dänemark) |
| Gelbe Karten   | keine – Delphin Tshiembe |

## Torschützenliste
Bei gleicher Anzahl von Treffern sind die Spieler nach dem Nachnamen alphabetisch geordnet.
| Platz | Spieler                | Verein       | Tore |
| ----- | ---------------------- | ------------ | ---- |
| 1     | Símun Pætur Johannesen | Undrið FF    | 03   |
| 1     | Villiam Klein          | FC Hoyvík    | 03   |
| 1     | Dávid Lisberg          | FC Suðuroy   | 03   |
| 1     | Ari Poulsen            | FC Suðuroy   | 03   |
| 1     | Stefan Radosavljevic   | B36 Tórshavn | 03   |
| 6     | Dávid Dam              | Undrið FF    | 02   |
| 6     | Árni Frederiksberg     | B36 Tórshavn | 02   |
| 6     | Jan Hansen             | Skála ÍF     | 02   |
| 6     | Daniel Johansen        | HB Tórshavn  | 02   |
| 6     | Jonn Marni Lindenskov  | FC Suðuroy   | 02   |
| 6     | Tóki á Lofti           | AB Argir     | 02   |
| 6     | Gilli Samuelsen        | 07 Vestur    | 02   |